# Aureola neagră
„Aureola neagră” este o povestire fantastică scrisă de A. E. Baconsky și inclusă în volumul Echinoxul nebunilor și alte povestiri publicat în anul 1967 de Editura pentru literatură din București. Acest volum reprezintă debutul în proză al poetului Baconsky și conține povestiri poetice tulburătoare a căror acțiune are loc pe tărâmul Dobrogei.
Povestirile cuprinse în volumul Echinoxul nebunilor și alte povestiri cultivă, în opinia criticilor literari, un fantastic enigmatic cu un fond elegiac, în descendența prozei lirice mateine. Povestirea „Aureola neagră”, relatată la persoana I, prezintă o călătorie a doi prieteni arheologi pe malul dobrogean al Mării Negre în căutarea unui altar străvechi al lui Zamolxis și dispariția misterioasă a unuia dintre ei în urma unei succesiuni de întâmplări stranii. Autorul descrie un cadru izolat și sumbru, atins de ravagiile timpului.
Unii critici literari precum Eugen Simion și Nicolae Prelipceanu consideră „Aureola neagră” ca fiind o povestire rafinată care exemplifică efortul lui A.E. Baconsky de a înnoi proza fantastică românească prin introducerea miturilor moderne și a stărilor existențiale.

## Rezumat
Naratorul sosește împreună cu un prieten arheolog la un han vechi și dărăpănat din stepa dobrogeană, situat pe o șosea uitată de lume și părăginită într-o singurătate necercetată căreia „nu mai are cine să-i pună hotar”. Cei doi călători căutau locul unde fusese cu mii de ani în urmă marele altar al lui Zamolxis, pe care războinicii geți fără nume i-au ars pe primii coloniști greci ce au cutezat să le calce țărmurile pontice. În timpul unei cine sărace, hangiul („un om fără vârstă, [...] fără țară, fără iubiri, fără patimi”, al cărui cap proiecta pe perete o umbră circulară ca o aureolă neagră) evocă amintirea unor călăreți falnici care au străbătut veacuri întregi acele drumuri, apărând și dispărând periodic.
Într-o zi cei doi arheologi descoperă un colț de zid clădit din lespezi uriașe de piatră, care fusese îngropat sub stratul de nisip adus de Marea Neagră. Un vârtej de cenușă se iscă aproape din senin pe lespezile de piatră, răspândind în aer un miros de ierburi arse. Sosirea serii îi determină pe arheologi să abandoneze săpăturile și să pornească spre han, iar în penumbra amurgului observă pe drum un om mic de statură, care apăruse de nicăieri în fața lor și pe care, în ciuda strădaniilor depuse, nu-l pot ajunge. În aceeași noapte reînvie ritualuri vechi: naratorului i se pare că aude un vuiet prelung dinspre mare și galopul a zeci de cai care ar fi alergat în goană, iar pe perna prietenului său observă o aureolă întunecată în jurul capului. Ajunși a doua zi la locul cercetat anterior, cei doi constată că zidul dezgropat în ajun fusese acoperit din nou de nisip, iar câmpul își reluase înfățișarea dezolantă; prietenul naratorului pare însă netulburat și dispare pe neașteptate, fără ca naratorul să observe, în timp ce în aer se simte iarăși mirosul de ierburi arse.
Întors la han, naratorul află de la hangiu că prietenul său sosise mai devreme și urcase în cameră și, după o clipă de ezitare, deschide ușa camerei, constatând cu stupoare că în patul acestuia dormea acum omul mic întâlnit pe drum în seara trecută, care avea pe pernă, în jurul capului, aceeași aureolă neagră. Coboară zăpăcit pe scări pentru a cere socoteală hangiului, dar nu-l găsește nicăieri; hanul pare acum pustiu și mai mare, amintind de „scheletul unui alt han, de demult, dezgropat de falanga eoliană și ridicat să întâmpine pelerinii nebuni și fugarii”. Naratorul pleacă în aceeași noapte pe drumul de întoarcere și observă torțe aprinse pe locul de pe marginea mării unde dezgropaseră zidul de piatră, în timp ce aude zgomotul unui galop îndepărtat.
După mai mulți ani, în care încercase zadarnic să uite întâmplarea misterioasă și să observe deasupra propriului cap fatidica umbră circulară, naratorul înțelege că oamenii poartă aureola neagră fără să știe și fără să o vadă. Se hotărăște să viziteze vechiul han și-l regăsește acolo pe hangiul de odinioară care rostește aceeași anamneză despre călăreții de la miazănoapte. Uitându-se cu atenție la el, își dă seama că hangiul era de fapt prietenul său, care-l privea acum străin, ca și cum nu l-ar mai fi văzut niciodată.

## Personaje
- naratorul — își însoțește un prieten arheolog în spațiul scitic în care a fost „odată ca niciodată” altarul lui Zamolxis.[9]
- prietenul naratorului — un arheolog ce are „obsesia neostoită a pietrelor, a sufletelor mistuite în timp, a tiparelor șterse” și ochi în care ard „flăcări de mult apuse”.[16] Cade pradă unei indiferențe abulice după dezgroparea zidului antic și întâlnirea pigmeului pe drumul către han și dispare inexplicabil,[11] pentru a fi regăsit după ani de zile în persoana hangiului.[14][15]
- hangiul — evocatorul rapsodic al istoriei locurilor,[9] „un om fără vârstă [...], fără țară, fără iubiri, fără patimi”, care poartă, abia văzută, o „aureolă de întuneric” în jurul capului.[17]
- un om mărunt, de statura unui pigmeu — i-a urmărit pe cei doi arheologi când au dezgropat altarul lui Zamolxe.[5] Apare neașteptat pe drum în fața lor și apoi dispare inexplicabil, pentru a-și proiecta conturul, printr-o substituție supranormală, în patul prietenului dispărut.[5][11]

## Scriere și publicare

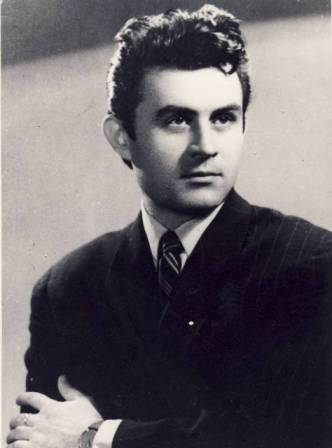
Scriitorul A. E. Baconsky, autorul povestirii

Există trei etape distincte de creație în opera lui A.E. Baconsky, identificate de cercetătoarea literară Crina Bud, autoarea unei monografii critice dedicate scriitorului. Prima etapă, întinsă până în 1956, se caracterizează prin obediența față de regimul comunist, iar volumele de versuri și publicistica (inclusiv notele de călătorie) sacrifică lirismul pe altarul proletcultismului; a doua etapă, inaugurată prin cuvântarea ținută la Congresul scriitorilor din 1956, marchează o revoltă la adresa dogmatismului ideologic și o regăsire a lirismului autentic, iar a treia etapă, care începe odată cu apariția volumului Echinoxul nebunilor și alte povestiri (1967), reprezintă atingerea deplinei conștiințe artistice.
Anatol Baconsky a început să lucreze în prima jumătate a anului 1965 la un ciclu de povestiri inclus ulterior în volumul Echinoxul nebunilor și alte povestiri. Prima variantă a ciclului de povestiri a fost scrisă cu cerneală albastră, potrivit lui Teodor Baconschi (fiul autorului) și a lui Pavel Țugui (îngrijitorul ediției postume din 1990), într-un caiet școlar cu copertă galbenă, cu 54 file veline, nenumerotate; acest caiet a fost găsit între manuscrisele autorului.
Manuscrisul, ce conținea zece povestiri, inclusiv „Aureola neagră”, a fost predat Editurii pentru literatură în toamna anului 1966 și dat la cules în 17 februarie 1967, iar redactorul responsabil Constantin Popescu și-a dat acordul pentru tipărire în 12 aprilie 1967. „Ultimul rol”, una din cele zece povestiri, a fost exclusă din volum dintr-un motiv necunoscut și reinclusă abia în ediția postumă din 1990.
Volumul Echinoxul nebunilor și alte povestiri a fost publicat în mai 1967 de Editura pentru literatură din București, într-un tiraj de 12.100 exemplare, și a reprezentat debutul în proză al lui Baconsky. Unele povestiri din volum sunt precedate de un motto sau de o dedicație, iar Aureola neagră conține următoarea dedicație: „În amintirea lui Mihail Sadoveanu”.
Apariția acestui volum a constituit un eveniment literar, semnalat cu entuziasm în presa literară de criticii literari ai vremii: Eugen Simion („Cronica literară: «Echinoxul nebunilor» de A.E. Baconsky”, în Gazeta literară, anul XIV, nr. 36, 7 septembrie 1967, p. 2), Ov. S. Crohmălniceanu („A.E. Baconsky, Echinoxul nebunilor și alte povestiri”, în Viața românească, nr. 9, 1967, pp. 108–112), George Muntean (în Contemporanul), Marian Popa (în Luceafărul), Laurențiu Ciobanu (în Cronica), Mircea Tomuș (în Steaua), Cornel Regman („Echinoxul nebunilor și delirul criticilor”, în Tomis, anul II, nr. 12, decembrie 1967, pp. 25–26; reluat în volumul Cică niște cronicari..., Editura Eminescu, București, 1970, pp. 19—29) etc. Potrivit criticului ieșean Bogdan Crețu, anul 1967, când a fost publicat volumul Echinoxul nebunilor, a fost un moment capital în cariera lui A. E. Baconsky, marcând o evoluție „mai mult decât onorabilă” și renunțarea la slujirea intereselor propagandistice ale Partidului Comunist.

## Analiză literară
Proza fantastică românească a început să includă în anii 1960, într-o măsură tot mai mare, motive și simboluri mitice, semnificații multiple și finaluri deschise, constituind un mod de rezistență a literaturii în fața ideologiei materialiste promovate de regimul totalitar comunist. Povestirile continuă tradiția literaturii fantastice românești, dar, sub influența lui Mateiu Caragiale, capătă sensuri tot mai ascunse și prezintă inițieri întrerupte de rătăciri. Are loc o invazie tot mai agresivă a fantasmelor, duhuri ale locurilor, în spațiile geografice, în același timp în care prezențele himerice încep să bântuie conștiințele persoanelor afectate de pustietatea spirituală a acelor vremuri. Principalii reprezentanți ai acestei tendințe literare au fost povestitorii Ștefan Bănulescu în vol. Iarna bărbaților (1965) și A.E. Baconsky în vol. Echinoxul nebunilor și alte povestiri (1967).
Apariția volumului Echinoxul nebunilor și alte povestiri a marcat o resurecție a scrierilor ezoterice care cultivau misterul prin intermediul sugestiei, simbolului și parabolei. Criticii literari au identificat influențe literare din scrierile simboliștilor (cultivarea sugestiei și muzicalitatea exprimării), precum și din scrierile lui Edgar Allan Poe (prezența fantasticului de atmosferă) și Franz Kafka (cultivarea absurdului).
Acțiunea povestirilor cuprinse în volumul Echinoxul nebunilor și alte povestiri are loc într-un spațiu neprecizat aflat între bălțile Dunării și Marea Neagră în care personajul principal, un alter ego al autorului, descendent din sciți, este exilat sau s-a stabilit de bună voie. Autorul descrie drama intensă a însingurării și alienării omului într-un spațiu imaginar pustiu.

### Mituri și mistere
Povestirea „Aureola neagră” dezvoltă mitul predestinării care apasă greu asupra existenței umane. Personajele lui Baconsky sunt hăituite de obsesii și de culpabilități neclare, trăind experiențe simbolice prin care urmăresc salvarea de sine, dar ajungând de fiecare dată la o stare de neliniște existențială.
Cadrul acestei povestiri este țărmul Mării Negre, tipic prozei fantastice incluse în volumul Echinoxul nebunilor și alte povestiri, reprezentat aici însă într-un mod tulburător ca un spațiu pustiu, aspru și neospitalier bătut de valuri reci precum în Tristele lui Ovidiu. Este un spațiu scitic nedeterminat, un loc „de exil și de amintire barbară” în care se petrec întâmplări ce rămân tainice de la început până la sfârșit. Acest spațiu pare înțepenit într-un trecut etern, fiind cuprins de un aer somnambulic. Atmosfera pontică descrisă artistic de A.E. Baconsky amintește, potrivit lui Ovid S. Crohmălniceanu, de „coastele neguroase ale Nordului” în care domnește „o singurătate apăsătoare”. Spre deosebire însă de nuvelele „Semnalizatorul” de Charles Dickens sau „Copil schimbat” de Pavel Dan, care tratează tema singurătății, nuvela lui Baconsky nu induce spaime superstițioase, ci o stare de lâncezeală și de morbidețe favorabilă ieșirii din timp. Acțiunea devastatoare a timpului asupra personajelor este întreținută de prezența pe țărmul Mării Negre a unui număr mare de vestigii arheologice aparținând unor civilizații îndepărtate.
Pretextul epic îl constituie, la fel ca în nuvela „Venus din Ille” (1837) a lui Prosper Mérimée, o expediție arheologică, prilej de evocare a trecutului istoric tulbure al acestui tărâm scitic. Spațiul dezolant ascunde mistere străvechi: aici s-a aflat „odată ca niciodată” marele altar al lui Zamolxis, pe care cei doi arheologi îl dezgroapă din nisip. Dezgroparea zidului străvechi reînvie ritualuri misterioase, uitate de locuitorii epocii contemporane, iar o cenușă subțire pare să se înalțe în văzduh, în timp ce un miros de ierburi arse începe să se simtă în aer. Cei doi arheologi încalcă fără să-și dea seama niște interdicții tainice și determină o ripostă a duhurilor locului. Începând din acest moment sunt introduse două motive fantastice: apariția și dispariția inexplicabilă și metamorfoza micro-antropologică (omul pigmeu). Identificarea arheologului cu trecutul deshumat din nisipurile stepei sălbatice și probabila sa inițiere stă la baza substituțiilor stranii ce urmează.
A.E. Baconsky cultivă însă un tabu informațional, refuzând să explice întâmplările stranii relatate, dar descoperă cititorilor în finalul povestirii că aureola neagră pe care „o porți fără să știi și fără să ți-o poți vedea vreodată” are o semnificație fatidică. Devine evident faptul că autorul nu este interesat de descrierea credibilă a întâmplărilor paranormale, ci de obținerea unor efecte incantator-poetice.
Aventurile personajelor sunt, în opinia lui Ovid S. Crohmălniceanu, rezultatul unor lungi reverii ale unui autor cu o imaginație bogată, de aceea substituțiile se petrec facil deoarece autorul interpretează pe rând toate rolurile. Privit în această optică, pigmeul care-i precedă pe cei doi călători (și care mai apare și în povestirile „Cel-mai-mare” și „Bufnița”) este o reprezentare grotescă a unei voci interioare care pătrunde cu insistență în conștiința autorului pentru a răspândi neliniști neprecizabile. În realizarea atmosferei fantastice concură o varietate de mijloace și procedee literare precum spargerea barierelor spațiale sau temporale, deformarea imaginilor și întreținerea intenționată a unei stări de echivoc.

### Stil literar
Proza baconskyană este poetică, cu un aspect alegoric și fantastic, ce reprezintă în opinia criticului Mircea Iorgulescu un simptom al crizei unei conștiințe literare. Începutul are un ton solemn, rapsodic, dar proza are o notă lirică aparentă, tinzând în realitate către o parabolă a existenței ce caută granițele mitice. Lipsa substanței epice este compensată printr-o simbolistică inițiatică, manifestată prin atmosfera enigmatică și prin plasarea existenței umane sub o „pecete a tainei”. Sobrietatea textului ascunde o înclinație a autorului către reflexivitate, precum și neliniști profunde. Are loc o sondare psihologică a peisajului geografic, ce produce halucinații vizuale care-l animă, trezind la viață personaje ce au populat odinioară acele locuri.
Textul povestirii se caracterizează prin cadență lirică și ornamentație barocă, conținând numeroase epitete și metafore. Unele metafore au efect surprinzător, în timp ce altele sunt strict ornamentale, livrești. Descrierile cu caracter mitologic capătă pe alocuri nuanțe grotești, precum în cazul pigmeului. După opinia unor critici precum Cornel Regman și Eugen Simion atenția excesivă acordată formei de către autor degenerează în calofilie și pune în pericol spontaneitatea textului literar. Aceste observații pot fi extinse și pentru celelalte povestiri baconskyene, determinându-l pe criticul Petru Poantă să consemneze că în întreg volumul Echinoxul nebunilor și alte povestiri „triumfă încă o dată ornamentația barocă, spiritul calofil și voluptățile estetizante”.

## Aprecieri critice

### Considerații generale privind proza baconskyană

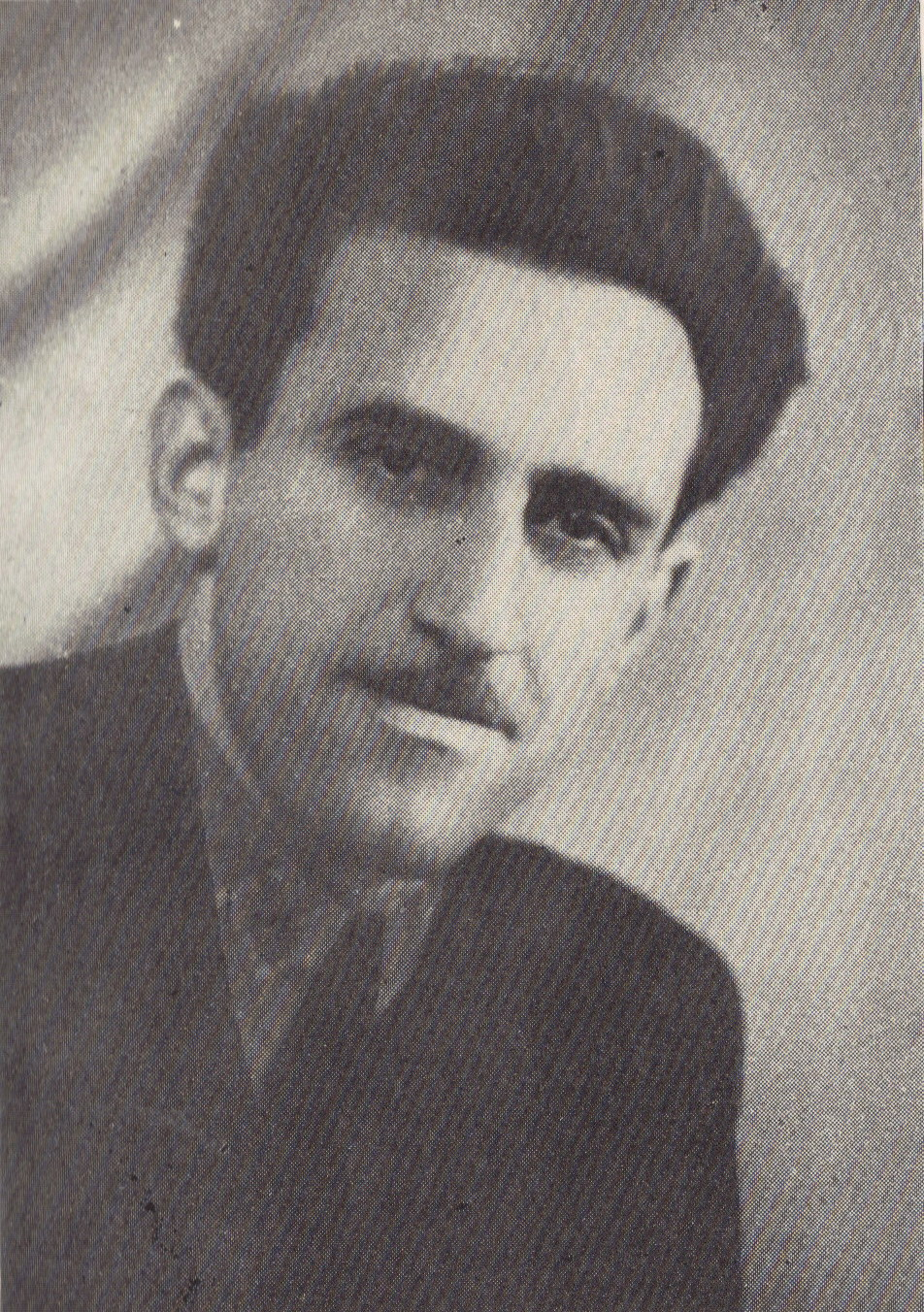
Ovid S. Crohmălniceanu a afirmat că proza baconskyană este tulburătoare.

Proza de ficțiune a lui Anatol Baconsky este strâns legată de temele și stilul poeziei sale. Volumul de proză fantastică Echinoxul nebunilor și alte povestiri este, potrivit criticului Mircea Braga, o reprezentare prozaică a angajamentului inițial al autorului său față de estetism; tonul prozei este sumbru și apocaliptic. Povestirile au un fir narativ greu de urmărit și sensuri greu de descifrat, dar autorul reușește să întrețină o atmosferă stranie, considera criticul Alexandru Piru. Într-unul din primele studii critice dedicate povestirilor cuprinse în acest volum Ovid S. Crohmălniceanu remarca „densitatea poetică, unitatea de atmosferă, tonul lor dezabuzat, sub care se ascund adânci neliniști neprecizabile” și afirma că proza baconskyană este la fel de tulburătoare precum proza onirică din volumul Trântorul (1938) al lui Emil Botta.
A.E. Baconsky cultivă, în opinia criticilor, o proză stranie, cu aluzii mitologice și parabole, care se înscrie în tradiția europeană a ficțiunii fantastice. Criticul Marian Popa afirma că proza din Echinoxul nebunilor și alte povestiri „trădează rafinamentul alexandrin al literaturii mascate, al parabolei și ezotericului” pe care îl identifică la toate nivelurile cărții, începând de la stilul literar al autorului și până la epigrafele din opere literare rarisime. Povestirile sunt caracterizate printr-o atmosferă enigmatică și terifiantă tipică prozei romantice germane, printr-o structură labirintică, prin mistere supralicitate cu chei ascunse, prin prezența unor simboluri biblice și mitologice greu decodabile și prin personaje cu valori de arhetip ce evoluează într-un context stilizat și esențializat, aspecte pe care criticul sus-menționat le consideră ca fiind tipice unei „calofilii agresive”. Fără a-l contrazice, criticul Mihai Zamfir a prezentat o opinie mai nuanțată potrivit căreia Echinoxul nebunilor și alte povestiri este un „volum coerent de narațiuni lirice, scrise cu evidentă cultivare a cuvântului în sine”.
Povestirile baconskyene au fost descrise de Crina Bud în monografia Rolurile și rolul lui A.E. Baconsky în cultura română (Ed. Paralela 45, Pitești, 2006) ca „forme hibride în care liricul și epicul se îngemănează”, având un „flux liric atotprezent”. Prelungirea poeziei în proză, asociată cu estetismul autorului, i-a debusolat pe cei mai mulți critici literari, iar unii dintre ei i-au respins cărțile. Analizând proza baconskyană, Nicolae Manolescu îl considera pe autor drept un prozator „foarte interesant și desăvârșit ca artist, desigur. Dar prea vădit alexandrin, ca să fie mai mult decât unul minor”.

### Descendență tematică și stilistică
În ceea ce privește descendența tematică și stilistică a prozei baconskyene au fost formulate opinii diverse. Criticul Ion Rotaru evidenția existența unui filon literar extras din parabolele swiftiene, kafkiene și camusiene, exploatat în texte sibilinice scrise în genul Edgar Allan Poe, Oscar Wilde sau Mateiu Caragiale, care au atins aici „culmile calofiliei și ale manierismului”. În studiul Poemul românesc în proză (1981) criticul Mihai Zamfir descoperea povestirilor baconskyene o descendență din scrierile lui Alexandru Macedonski, Emil Botta și Ion Vinea, descendență pe care Nicolae Manolescu o consideră cea mai apropiată de realitate. Cu toate acestea, criticul Ovidiu Ghidirmic afirma că A.E. Baconsky poate fi definit ca un „spirit matein”, considerându-l un „elegiac fantast” care avea în comun o eleganță aristocratică, o atracție către enigmatic și un cult pentru estetism împins până la calofilie.

### Fantasticul sumbru al povestirii
„Aureola neagră” este un poem în proză în care, potrivit criticului Sergiu Pavel Dan, autorul cultivă un insolit enigmatic de filiație poescă evidențiat în vibrația poetică a prozei (ca în scrierile lui Mateiu Caragiale) și în motivele dispariției fantastice și substituției realitate — mască. Criticul Ovidiu Ghidirmic o considera drept „cea mai elegiacă povestire” din volumul Echinoxul nebunilor și alte povestiri, susținând că ideea poetică a ravagiilor distrugătoare ale timpului conferă sens unor fapte bizare și neverosimile.
Fantasticul cultivat în „Aureola neagră” este unul negru, hoffmanesc, în urma încercărilor autorului de a evoca neguros mituri moderne cărora le conferă valori existențiale, considera Eugen Simion. Peisajele onirice descrise de Baconsky sunt „rezervații ale sacrului” pe care expedițiile umane de cunoaștere le profanează și le degradează. Se simte apăsarea nevăzută a unui blestem ce transformă simbolic personajele în conștiințe damnate. Alternarea permanentă între realitatea halucinantă și nălucirile nocturne creează o atmosferă de narcoză.

## Traduceri
Povestirea „Aureola neagră” a fost tradusă în limba germană („Die schwarze Aureole”, în vol. Äquinoktium der Wahnsinnigen und andere Erzählungen, Verlag Styria, Graz – Wien – Köln, 1970; traducere de Max Demeter Peyfuss; reeditată în 2008 de BLITZ-Verlag din München). Volumul Echinoxul nebunilor a fost lansat în Austria, Germania de Vest și Elveția, iar scriitorul român a participat la acest eveniment la Viena, înainte de a pleca la Paris.